# Дмитровицька волость
Дмитровицька волость — адміністративно-територіальна одиниця Берестейського повіту Гродненської губернії Російської імперії. Волосний центр — село Дмитровичі.
На 1885 р. у волость налічувала 21 село, 558 дворів, 2 864 чоловіки і 2 2 859 жінок, 15 403 десятини землі (8633 десятини орної).
За Берестейським миром, підписаним 9 лютого 1918 року територія волості ввійшла до складу Української Народної Республіки.

## У складі Польщі
Після окупації в лютому 1919 р. поляками Полісся волость назвали ґміна Дмітровіце і включили 12 грудня 1920 року до новоутвореного Біловезького повіту, але після входження Біловезького повіту до Білостоцького воєводства 19 лютого 1921 р. ґміна передана до Берестейського повіту Поліського воєводства Польської республіки. Центром ґміни було село Дмитровичі.
За переписом 1921 року в 37 поселеннях ґміни налічувалось 667 будинків і 3633 мешканці (82 римокатолики, 3427 православних і 124 юдеї).
Розпорядженням Міністра внутрішніх справ Польщі 23 березня 1928 р. до ґміни приєднано частину ліквідованої ґміни Войска.
Волость (ґміна) ліквідована у 1940 році через утворення Кам'янецького району.